# Гуменюк Віктор Іванович
Ві́ктор Іва́нович Гуменю́к (нар. 6 жовтня 1952, Житомир) — поет. Доктор філологічних наук, професор Сімферопольського університету, завідувач кафедри теорії та історії української літератури. Член Національної спілки театральних діячів України (1980), Національної спілки письменників України (1989). Заслужений діяч мистецтв Автономної Республіки Крим (2001).

## Життєпис
1975 року закінчив театрознавчий факультет Київського інституту театрального мистецтва ім. І. Карпенка-Карого.
У 1975—1976 рр. — артист військового ансамблю пісні й танцю у м. Дрездені (Німеччина).
У 1976—1977 рр. — кореспондент житомирської молодіжної газети «Комсомольська зірка».
У 1978—1989 рр. — актор, завідувач літературної частини Житомирського українського музично-драматичного театру ім. І. Кочерги.
З кінця 1989 р. по серпень 2006 р. — наукова кар'єра: асистент, доцент, професор кафедри теорії та історії української літератури Таврійського національного університету ім. В. І. Вернадського. З серпня 2006 р. — завідувач кафедри теорії та історії української літератури Таврійського університету.
У 1996 р. надано вчене звання доцента, 2006 р. — професора.

## Творчий доробок

### Наукові роботи
У 1994 р. захистив кандидатську дисертацію на тему: «Жанрово-стильові особливості ранньої драматургії Лесі Українки», 2002 р. — докторську дисертацію на тему: «Драматургія Володимира Винниченка. Проблеми поетики».
Гуменюк Віктор Іванович — автор понад 130 наукових і методичних праць.
Основні наукові роботи:
- «Сила краси: Проблеми поетики драматургії Володимира Винниченка: Монографія» (2001),
- «Шлях до „Одержимої“: Творче становлення Лесі Українки-драматурга: Монографія» (2002),
- «Кримські мотиви в новій українській літературі (кінець ХІХ ст. — поч. XXI ст.)» (2007).

Основна навчальна література: Автор навчальних посібників «Українська література. Давній період», «Драматизм лірики Лесі Українки» та ін.

### Поезії
Автор збірок поезій «Росянистик» (1986), «Стежина» (1994), поетичних добірок у журналах «Дніпро», «Брега Тавриды».

### Переклади
Перекладає з англійської, німецької, польської, болгарської, російської, кримськотатарської мов. Автор перекладів творів Тіта Андроніка, В. Шекспіра, А. Міцкевича, Ю. О. Ніла, Кл. Одетса, К. Зидарова та ін.;